# Bremen-Verdener Feldzug
Der Bremen-Verdener Feldzug war eine Auseinandersetzung im Rahmen des Nordischen Krieges. Vom 15. September 1675 bis zum 13. August 1676 eroberte eine gegen Schweden gerichtete Koalition aus Brandenburg-Preußen, den benachbarten Reichsfürstentümern Lüneburg und Münster sowie Dänemark das Herzogtum Bremen-Verden.
Bremen-Verden, ein entlegener Außenposten des schwedischen Ostseereiches, war neben Schwedisch-Pommern und der Herrschaft Wismar das dritte schwedische Reichslehen in Norddeutschland seit dem Westfälischen Frieden 1648. Nach der Eroberung verblieb es bis zum Kriegsende im Jahr 1679 in alliierter Hand, kam dann aber wieder im Zuge des Nimweger Friedens vollständig an Schweden zurück.
Für die großen Kriegsparteien Schweden, Brandenburg und Dänemark blieb dieser nordwestdeutsche Kriegsschauplatz nur von untergeordneter Bedeutung.

## Vorgeschichte

Nordwestdeutschland inklusive Bremen-Verden, dem Hochstift Münster und dem Herzogtum Lüneburg (als ganzes ohne die Unterteilung in die einzelnen Teilfürstentümer) um 1675

Nachdem Frankreich 1672 als Vergeltung für den Ausgang des Devolutionskrieges in die Generalstaaten eingefallen war, bildete sich eine Allianz gegen die Franzosen.
Der Konflikt eskalierte zum Holländischen Krieg. Um die zunehmend beanspruchten Kräfte zu entlasten, drängte daher Frankreich seinen traditionellen Alliierten Schweden zum Kriegseintritt gegen seine Gegner: neben den Generalstaaten das Haus Habsburg und das Kurfürstentum Brandenburg. Ende 1674 fiel ein schwedisches Heer unter dem Kommando von Reichsfeldherr Carl Gustav Wrangel in die militärisch kaum gesicherte Mark Brandenburg ein, während sich das brandenburgische Heer unter Kurfürst Friedrich Wilhelm I. im Krieg gegen Frankreich befand. In einem kurzen Sommerfeldzug 1675 gelang es dem Kurfürsten, das schwedische Heer zu schlagen und zurück nach Schwedisch-Pommern zu drängen.
Ermutigt durch den brandenburgischen Sieg folgte am 17. Juli 1675 die Verhängung der Reichsacht über den schwedischen König in seiner Eigenschaft als Reichsfürst in Pommern, Mecklenburg und Bremen-Verden und die Kriegserklärung des Heiligen Römischen Reiches gegen Schweden. Der Westfälische Reichskreis und der Obersächsische Reichskreis wurden mit der Vollstreckung der Reichsexekution gegen die Schweden beauftragt. Wenig später folgte die Kriegserklärung Dänemarks an Schweden.
In dem großangelegten Krieg sollten die Alliierten Dänemark und Brandenburg zuerst die schwedischen Besitzungen in Norddeutschland erobern, um sich dann mit vollen Kräften den Kriegsschauplätzen in Schonen zuwenden zu können. Mit der Eroberung Bremen-Verdens, an der Südgrenze Dänemarks gelegen, sollte Schweden eine potenzielle Aufmarschbasis gegen Dänemark genommen werden. Eine weitere machtpolitische Erwägung war es, den Schweden Möglichkeiten zur Werbung und Rekrutierung von Söldnern zu nehmen.
Die Kriegsplanungen im schwedischen Mutterland sahen vor, die militärische Entscheidung durch den Einsatz der schwedischen Flotte zu suchen, um im Falle eines als wahrscheinlich angesehenen Sieges über die dänische Flotte in der Ostsee die norddeutschen Besitzungen zu entlasten und in einem weiteren Schritt auf Seeland, dem Zentrum des dänischen Königreichs, zu landen. Die schwedischen Hoffnungen in Bremen-Verden lagen daher vor allem auf der Stärke der eigenen Flotte, die durch Entsendung von Truppen vom Mutterland für eine militärische Wende hätte sorgen sollen. Da die schwedische Flotte aber durch Verzögerungen bei den Ausrüstungen nicht auslaufen konnte, wurde Bremen-Verden nicht entsetzt und war auf die vorhandenen Kräfte angewiesen.
Schwedens Kräfte im Herzogtum Bremen-Verden galten als zahlenmäßig schwach und waren überdies auf verschiedene befestigte Stützpunkte verteilt. Das Gros der schwedischen Truppen lag in Stade, Carlsburg und sieben weiteren kleinen Festungen. Großangelegten Angriffsoperationen konnten sie nur hinhaltenden Widerstand entgegensetzen. Die schwedischen Verteidigungsplanungen waren auf einen Festungskrieg angelegt. Die Menge der befestigten Orte zwang den potenziellen Gegner zwar zu einer Abfolge mühseliger kleiner Belagerungen, zersplitterte jedoch auch die verfügbaren Truppen des Verteidigers und verhinderte so die Bildung einer einsatzfähigen Feldarmee.

## Diplomatische Vorbereitungen

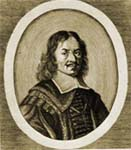
Christoph Bernhard von Galen – vorübergehender Oberkommandierender des Bundesheeres

Der auf Machtexpansion bedachte katholische Fürstbischof von Münster, Christoph Bernhard von Galen, der bis zum 22. April 1674 auf Seiten Frankreichs gegen die Niederlande im Kampf stand, hatte am 7. Juni 1675 einen Vertrag mit dem kaiserlichen Hof in Wien abgeschlossen, der ihn dazu verpflichtete, zu des Kaisers und Reiches Pflicht 9000 Mann zu stellen. Infolge dieser Verpflichtung wurde der Bischof zu der Teilnahme am Krieg gegen Schweden veranlasst. Am 11./21. September 1675 kam es zur Unterzeichnung eines Neutralitätsvertrages zwischen den Alliierten, dem Hochstift Münster, Dänemark und Brandenburg auf der einen Seite und mit Johann Friedrich von Braunschweig-Lüneburg auf der anderen Seite. Braunschweig-Lüneburg, das bis dato auf Seiten Schwedens stand, verpflichtete sich demnach zur Neutralität im anstehenden Kampf gegen Schweden.
Dass sich die vier Alliierten einigten, war in erster Linie der Interessenpolitik der beteiligten Reichsfürsten geschuldet, weniger einem Engagement zugunsten der Reichs- oder Kreisverteidigung. So wurde die Reichsexekution von den jeweiligen Territorialarmeen durchgeführt, während die Kreistruppen keinen wesentlichen Anteil an den Kämpfen hatten.

## Herbstfeldzug 1675

### Einfall der münsterischen Armee in Bremen-Verden
Der Feldzug begann am 15. September 1675 im Südwesten des schwedischen Territoriums, als nach Angaben des Theatrum Europaeum etwa 10.000 Mann – nach anderen Angaben 4.000 Mann – des Fürstbischofs von Münster über Haselünne in das schwedische Amt Wildeshausen einmarschierten. Der weitere Vormarsch in Richtung Weser wurde nicht behindert. In Bremen gingen am 25. September die münsterischen Truppen mit ihrer Artillerie über die Weser.
Ein aus den westfälischen Besitzungen kommendes brandenburgisches Korps von 1.600 Mann Infanterie und 700 Reitern unter Generalmajor Freiherr von Spaen traf ebenfalls Ende September in Bremen ein. Die Dänen beteiligten sich mit 2.500 Mann unter dem Befehl von Graf Gustav Adolf von Baudissin.
Die münsterischen Truppen unter Fürstbischof von Galen marschierten vom neutralen Bremen zur Festung Langwedel an der Weser, die am 27. und 28. September eingenommen wurde. Damit war der Weg ins Gebiet des ehemaligen Hochstifts Verden offen. Verden selbst gelangte bereits am 27. September in alliierten Besitz. Münsterische Truppen drangen handstreichartig in die Stadt ein und behaupteten sich in einem der Stadttore.
Nach Verden eroberte man Rotenburg, das sich ebenfalls nach einigem Widerstand ergab. Von da setzte sich die Marschkolonne sofort weiter nach Ottersberg in Bewegung, das am 3. Oktober 1675 durch die überlegenen Truppen des Fürstbischofs von Münster eingenommen wurde. Die rund 140 Mann zählende schwedische Garnison geriet in Gefangenschaft. Das alliierte Heer marschierte daraufhin in nordöstlicher Richtung mit Ziel Buxtehude weiter, das am 12. Oktober erreicht wurde.
Die Stadt war gut befestigt, hatte reichlich Lebensmittel und Munition und nach Angaben des Theatrum Europaeum eine Besatzung von annähernd 400 Mann. Eine Belagerung erschien unausweichlich. Nachdem die Verbündeten noch am selben Tag eine wichtige Anhöhe vor der Stadt besetzten, brachten sie hier ihre gesamte Artillerie (14 Mörser und 37 Geschütze) in Stellung. Am Morgen des 13. Oktober begann der Beschuss, wobei mehr als 60 Häuser in Brand gerieten. Am 14. Oktober wurden aus Haubitzen und Mörsern insgesamt 100 Bomben und 60 Granaten in die Stadt geschossen, die wiederum großen Schaden anrichteten, allerdings ohne dass dabei Menschen in der Stadt ums Leben kamen. Am 15. Oktober wurde der Beschuss eingestellt, um die für einen Sturmangriff erforderlichen Laufgräben vor der Stadt fertigzustellen und anschließend eine massive Attacke durchzuführen.

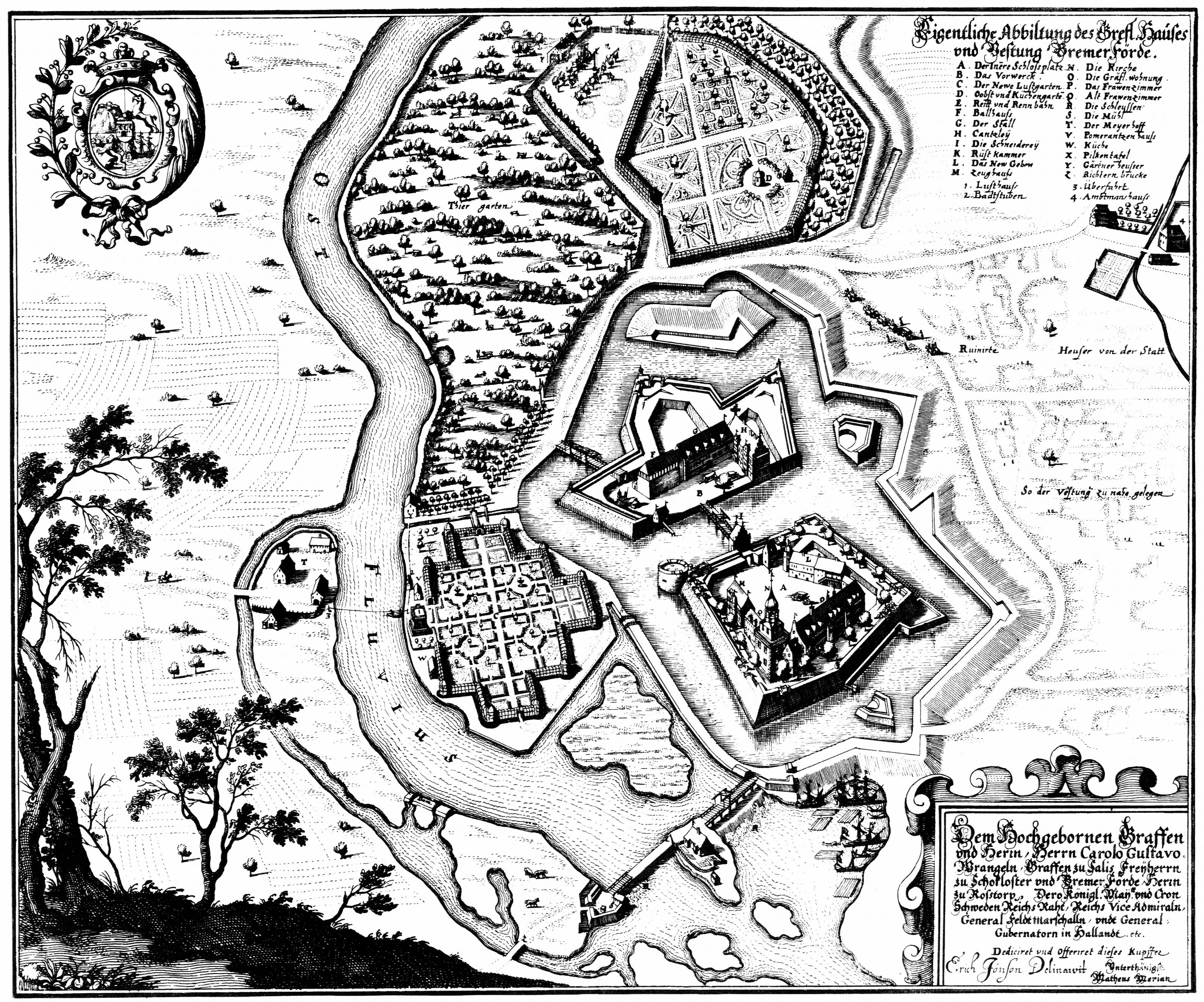
Ansicht von Bremervörde im Jahr 1653
Kupferstich von Matthäus Merian, 1653

Da der Artilleriebeschuss bereits schwere Schäden hinterlassen hatte, sah sich der Buxtehuder Kommandant Hamelton auf das Drängen der Bürger und der deutschen Söldner, die von der Verhängung der Reichsacht über die Schwedische Krone erfahren hatten, zur Übergabe der Stadt gezwungen. Der Besatzung wurde unter Mitnahme ihres Besitzes und ihrer Handwaffen der Abzug nach Stade gewährt. Am 16. Oktober zogen die Alliierten in die Stadt ein. Hier fielen ihnen von den Schweden zurückgelassene 24 Geschütze samt Munition in die Hände.
Nach dem Fall Buxtehudes stießen einige alliierte Regimenter nach Bremervörde vor. Am 25. Oktober begann die Belagerung der Festung Bremervörde. Nach dreitägiger schwerer Beschießung verweigerten die überwiegend deutschen Söldner unter der Besatzung den Waffendienst. Die Alliierten hatten einen Trompeter als Parlamentär in die Stadt geschickt. Dieser drohte der Besatzung, dass man alle deutschen Kombattanten nach Einnahme der Festung exekutieren werde. Die Drohung wurde damit begründet, dass jene ihre Waffen im Dienste eines Geächteten gegen das Heilige Römische Reich gebrauchten. Dem schwedischen Kommandanten blieb angesichts der Lage keine Wahl, als den Ort zu übergeben. Die schwedischen Offiziere und Mannschaften erhielten freien Abzug mit allem Besitz und Waffen, während die deutsche Besatzung zum größten Teil in alliierte Dienste übertrat. Aufgrund einer vorab erfolgten Absprache unter den Alliierten wurde die Stadt den Lüneburgern zugesprochen, die in Buxtehude mit 500 Mann einzogen. Zu diesem Zeitpunkt waren nur noch die Festungen Carlsburg und Stade in schwedischem Besitz.

### Brandenburgische und dänische Landungsunternehmungen

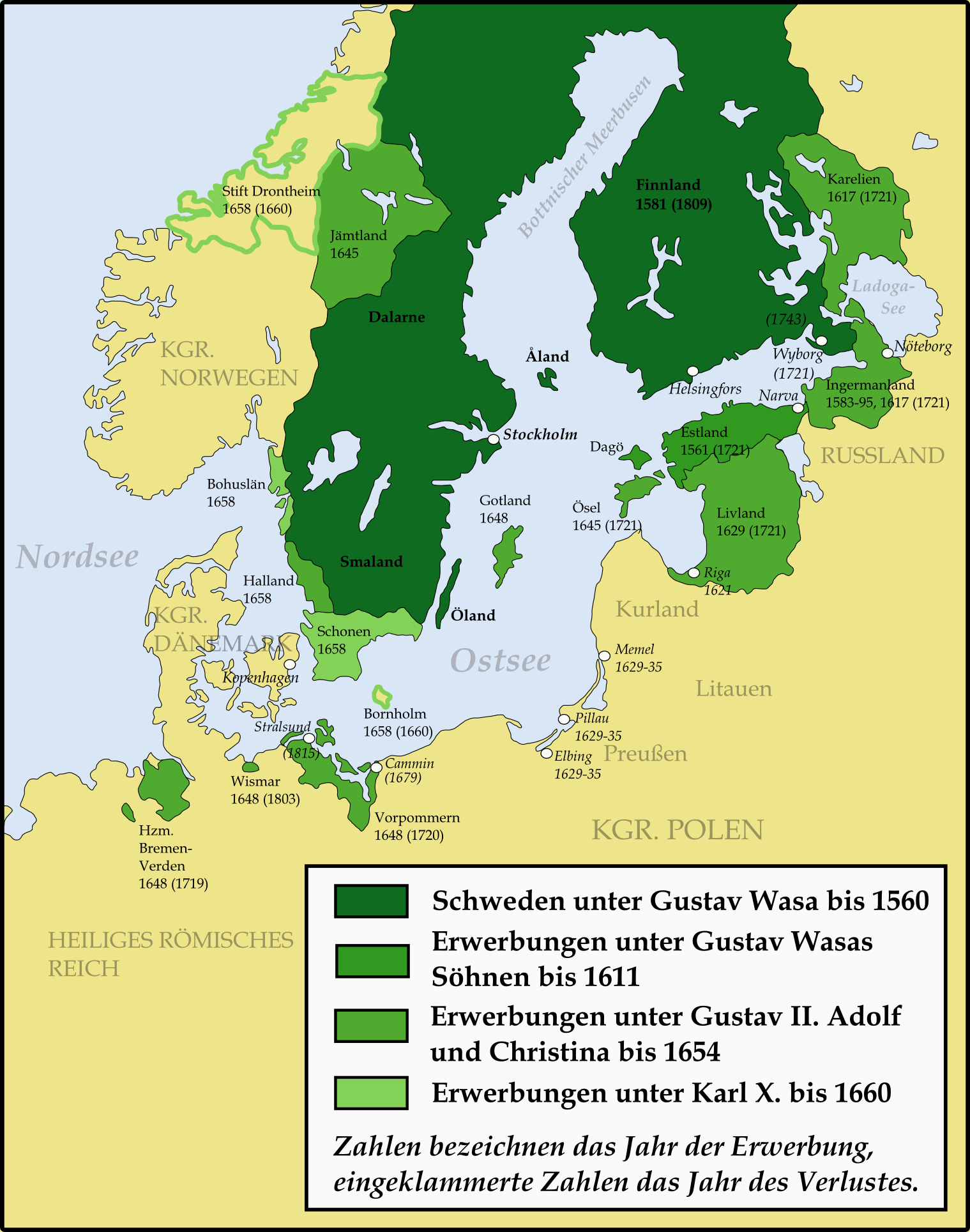
Das schwedische Reich um 1660, mit seinen norddeutschen Besitzungen

Parallel zum Vormarsch der münsterischen, brandenburgischen und dänischen Truppen fanden zwei erfolglose dänische und brandenburgische Anlandungsversuche statt, die unter hohen Verlusten von den Schweden zurückgeschlagen werden konnten. Das erste Landungsunternehmen führte Ende September ein brandenburgisches Kommando unter Admiral Simon de Bolfey durch, um die strategisch bedeutsame Festung Carlsburg an der Weser zu erobern. Diese schwedische Festung war erst 1672 mit der Aufgabe, die Wesermündung zu kontrollieren, errichtet worden. Von der Elbe kommend erschien ein brandenburgisches Geschwader von sieben Schiffen mit einer Landungstruppe von 534 Mann; zusammen mit den Schiffsbesatzungen waren es somit etwa 800–900 Mann.
Am 28. September wurden die Truppen bei Lehe, nördlich von Carlsburg, an Land gesetzt. Da der schwedische Kommandant von Carlsburg, das mit 800 Soldaten relativ stark besetzt war, eine Übergabe ablehnte, ließ der brandenburgische Admiral de Bolfey seine Truppen vor der Stadt Schanzen errichten und am 30. September einige Salven seiner Schiffsgeschütze auf die Festung abfeuern. Noch am selben Tag zogen sich die Landungstruppen hingegen wieder von der Festung zurück. Dabei liefen 30 Brandenburger zu den Schweden über. Ermutigt durch die Aussagen dieser Deserteure, unternahmen die Schweden am 1. Oktober einen Ausfall mit 200 Mann, mussten jedoch nach einem kurzen Gefecht unter Verlusten zurückweichen.
Um die Festung Carlsburg zu entsetzen, wurden von Stade aus 13 schwedische Kavalleriekompanien unter dem Kommando von Oberstleutnant Sidon nach Carlsburg in Marsch gesetzt. Die nunmehr zahlenmäßig deutlich unterlegenen Brandenburger wurden durch Späher vom nahenden Entsatz informiert. Sie brachen die Belagerung ab und schifften sich am 2. Oktober wieder ein. Aufgrund ungünstiger Winde befanden sich die Landungsboote mit den Truppen beim Eintreffen der schwedischen Entsatztruppen noch in Ufernähe. In der Folge wurden sie von den Schweden angegriffen und mussten sich nach kurzem Widerstand der Übermacht ergeben. Die brandenburgischen Gesamtverluste bei dieser Unternehmung beliefen sich auf 314 Mann (größtenteils Gefangene).
Etwa gleichzeitig setzte eine dänische Flottille sechs Infanteriekompanien unter Oberstleutnant Harwich im Land Wursten an Land. Nach der erfolgreichen Operation bei Carlsburg griffen die schwedischen Einheiten unter Sidon diese dänischen Söldner an. Nach mehreren Gefechten am 4. Oktober gelang es den Schweden, die Dänen zu besiegen und 400 von ihnen gefangen zu nehmen. 200 von ihnen wurden danach in schwedische Dienste aufgenommen und zur Verstärkung der dortigen Besatzung nach Carlsburg befohlen. Die anderen Gefangenen wurden in Stade untergesteckt, d. h. zur Aufstockung der dortigen schwedischen Verbände verwendet. Das Gros der schwedischen Truppen kehrte am 7. Oktober nach Stade zurück. Die Seeblockade von Carlsburg wurde aufgehoben und die sieben brandenburgischen Schiffe begaben sich stattdessen auf die Unterelbe, um die Festung Stade auf der Wasserseite vom Nachschub abzuschneiden.
Carlsburg wurde hingegen trotz des schwedischen Abwehrerfolges ab Ende Oktober erneut belagert.

### Führungswechsel bei den Alliierten
Im Oktober trafen etwa 3000 Mann des Fürstentums Lüneburg unter Kommando von Herzog Georg Wilhelm von Braunschweig-Lüneburg, aus dem Rheinland kommend, auf dem Kriegsschauplatz ein. Dieser übernahm als bestellter Oberst des Niedersächsischen Reichskreises das Oberkommando über das inzwischen 12.000 Mann starke Bundesheer.
Im Hauptquartier des Fürstbischofs von Galen in Rotenburg wurde am 14. Oktober ein geheimer Vertrag unterzeichnet, worin sich der Fürstbischof, Herzog Georg Wilhelm und Herzog Rudolf August von Braunschweig-Lüneburg über die gegenseitigen Leistungen beim weiteren Feldzug einigten. Weiterhin wurde eine provisorische Teilung der Eroberungen unter Ausschluss Dänemarks und Brandenburgs ausgehandelt.
Unter den Alliierten kam es in der Folgezeit immer wieder zu erheblichen Unstimmigkeiten und Misstrauen, da die evangelischen Bundesfürsten dem katholischen Fürstbischof von Galen in einem protestantischen Reichskreis nicht zu viel Einfluss einräumen wollten.

### Angriffe auf Stade, Belagerung Carlsburgs, schwedische Ausfälle

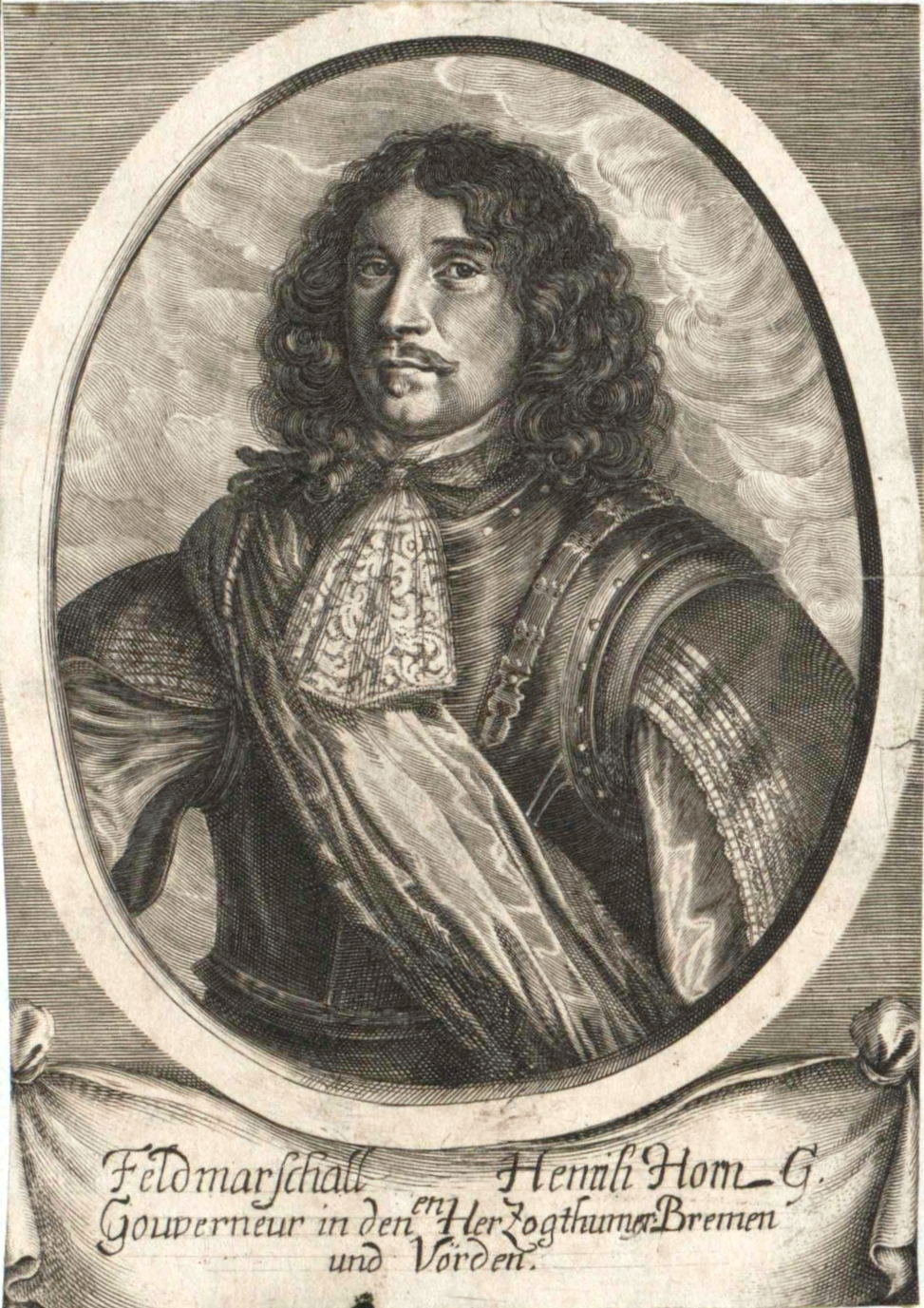
Der schwedische Statthalter von Bremen-Verden, Feldmarschall Henrik Horn (1618–1693)
aus: Theatrum Europaeum, Bd. 11, 1682

Am 4. November rückten die Alliierten gegen Stade, den Sitz der schwedischen Regionalregierung im Herzogtum Bremen-Verden, vor. Die Stader Garnison unter Feldmarschall Henrik Horn, dem schwedischen Generalgouverneur des Herzogtums, bestand aus 5624 Mann und 600 Mann Bürgerwehr.
Angesichts der Bedrohung hatte Horn für eine gründliche Vorbereitung zur Verteidigung der Stadt gesorgt. Um eine Desertion deutscher Söldner in Stade bei Eintreffen der Alliierten zu verhindern, traf der Feldmarschall materielle und propagandistische Gegenmaßnahmen. Da Schweden zum Reichsfeind erklärt worden war und Kaiser Leopold I. mit der Ausrufung der Mandata Avocatoria bestimmt hatte, dass alle Untertanen des Heiligen Römischen Reiches schwedischen Diensten zu entsagen hatten, desertierten die deutschen Söldner reihenweise aus schwedischen Diensten. So ließ Horn Anfang November zur Abschreckung den ehemaligen Buxtehuder Kommandanten Hamelton wegen vorzeitiger Übergabe der Festung in Stade öffentlich hinrichten. Alle deutschen Söldner in Stade mussten öffentlich ihren Treueid auf die schwedische Krone erneuern. Durch diese brachiale Vorgehensweise konnte Feldmarschall Horn seine Garnison vorerst disziplinieren und eine aktive Verteidigung erzwingen.
Wiederholte Angriffe auf die Festung Stade am 6. und 7. November 1675 blieben ohne Erfolg, so dass sich die Alliierten wegen des einbrechenden Winters und des hartnäckigen Widerstands nicht auf eine Belagerung der Stadt einigen konnten. Schließlich zogen die Alliierten am 9. November ihre Truppen in die Winterquartiere ab. Die bisher eingenommenen Festungen blieben unter alliierter Besatzung, um so die Blockade Stades aufrechtzuerhalten. Auch die brandenburgischen Truppen verließen den Kriegsschauplatz mit Ziel Herzogtum Kleve und Fürstentum Minden.
Infolge der Passivität der Festungsbesatzungen konnten die Schweden vorübergehend die Initiative zurückgewinnen. Sie unternahmen von Stade aus immer wieder Ausfälle und Fourageunternehmungen. Dabei stießen einzelne Kompanien plündernd und brandschatzend elbaufwärts bis Buxtehude, Cranz und Altona, elbabwärts bis Bielenberg (heute Stadtteil von Kollmar) und Kollmar vor. Dabei wurden auch verschiedene dänische und holländische Schiffe auf der Elbe zerstört oder aufgebracht.
Anfang Januar wurde ein weiterer schwedischer Ausfall unter Obrist Sydau, mit etwa 400 Dragonern und 400 Infanteristen nach Freiburg/Elbe gegen etwa 500 verschanzte münsterische Soldaten unter Obristleutnant Lamsdorff unternommen. Nach einem gescheiterten Frontalangriff der Schweden befahl Sydau seinen Dragonern, die Stellung zu umgehen und in den Rücken der Dänen her anzugreifen. Nachdem die Dragoner befehlsgemäß ihre Angriffsposition im Dorf bezogen hatten, erfolgte ein schwedischer Angriff auf die Schanze von allen Seiten. Die Münsterischen erlitten dabei hohe Verluste, gaben die Stellung auf und flohen. Von der schwedischen Kavallerie verfolgt, wurden 260 Münsteraner gefangen genommen. Die Schweden verloren demgegenüber in dem Gefecht bei Freiburg an der Elbe nur fünfzig Mann. Unter den Gefangenen befanden sich auch 15 ursprünglich in schwedischem Sold stehende Söldner, die beim Fall von Bremervörde die Seite gewechselt hatten. An jenen wurde ein Exempel statuiert: Einer der Deserteure wurde zur Abschreckung in Stade gevierteilt, fünf wurden gehängt und neun wurden gebrandmarkt.
Die erfolgreiche Phase endete für Schweden, nachdem Carlsburg, das seit Ende Oktober belagert worden war, kapitulierte. Mangel an Munition, Nahrungsmitteln und Soldaten führte am 22. Januar zur Übergabe der Festung durch den Befehlshaber, den französischen Oberst Jean Mell, an die vereinigten münsterischen, dänischen und lüneburgischen Belagerungskorps. Die schwedische Besatzung, etwa noch 380 Mann stark (davon 200 kampfunfähig), erhielt freien Abzug. Bei Übergabe der Festung fielen den Alliierten achtzig Geschütze in die Hände. Vertragsgemäß zog eine gemischte münsterische und lüneburgische Besatzung ein.

## Streitigkeiten der Alliierten
Da das Hochstift Münster und das Herzogtum Lüneburg sich vorab unter Ausschluss Dänemarks und Brandenburgs über die zukünftige Verteilung Bremen-Verdens geeinigt hatten, kam es zu heftigen Auseinandersetzungen der Bündnispartner, die die Fortführung der Kampfhandlungen gegen Schweden beeinträchtigten und gefährdeten.
So forderte das Hochstift Münster neben dem Bistum Verden auch die Ämter Wildeshausen, Burg, Bremervörde, Ottersberg und Thedinghausen. Der Rest sollte an Lüneburg-Celle gehen. Dänemark und Brandenburg drängten dagegen auf eine gleichmäßige Verteilung der Eroberungen. Dänemark forderte Carlsburg und Stade, und damit die Beherrschung der Weser- und Elbmündungen, um sie später gegen Stellung von Hilfstruppen von Münster und Lüneburg für den pommerschen Krieg wieder eintauschen zu können.
Der Zwist über die sich entgegenstehenden Gebietsansprüche steigerte sich so weit, dass es zum offenen Kampf zwischen den Alliierten zu kommen drohte. Die Generalstaaten versuchten in dieser Situation zwischen den Parteien zu vermitteln, um den Kampf gegen Frankreich nicht zu gefährden. Sie schickten daher Gesandte, erst van der Tocht dann Amerongen zu Verhandlungen nach Bremen. Der Statthalter der Niederlande, Wilhelm III. von Oranien, schlug vor, alle Festungen in Bremen-Verden zu schleifen, die endgültige Teilung auf dem Friedenskongress in Nimwegen zu verhandeln und die provisorische Verwaltung der beiden Herzogtümer auf Celle-Lüneburg und Münster zu übertragen. Brandenburg und Dänemark sollten ihre Rechte auf territoriale Anteile an Bremen-Verden ausdrücklich vorbehalten bleiben, falls beide wider Erwarten nicht ihren „Ausgleich“ durch Pommern und Schonen erhalten sollten. Auch wenn brandenburgische Gesandte in Den Haag eine vorläufige Aufteilung der fraglichen Gebiete erreichen wollten, gaben sie am 28. März ihre Zustimmung zu dem Vertrag, da sie keine andere Möglichkeiten sahen, ein Ende des Streits zwischen den Alliierten zu erreichen, das für eine Fortführung des Feldzugs unumgänglich war.
Obwohl der brandenburgische Kurfürst die Entscheidung seiner Gesandten nicht billigte, ließ er auch aufgrund des günstigen Verlaufs des Krieges gegen Schweden in Pommern gegen Stellung von lüneburgischen Hilfstruppen seine Ansprüche fallen. Dennoch sicherte in einem geheimen Abkommen mit Dänemark Anfang 1677 der brandenburgische Kurfürst Dänemark Unterstützung zu, das dieses mindest ein Fünftheil von dem zu theilenden Bremen-Verden erhalte.

## Belagerung Stades 1676

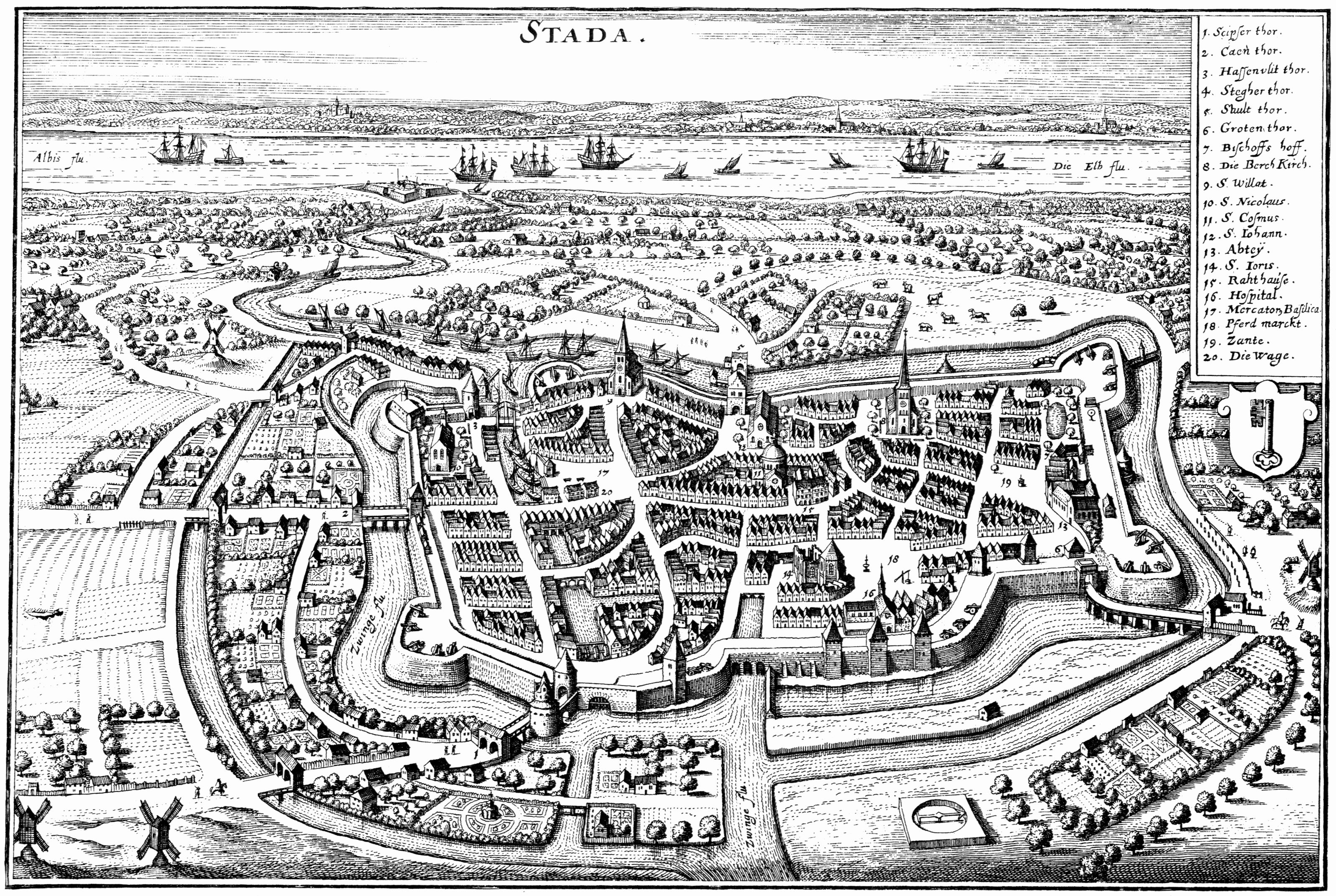
Stade um 1640
Kupferstich von Matthäus Merian

Durch anhaltenden Streit der Verbündeten über die Verteilung Bremen-Verdens verzögerte sich die Aufnahme der Belagerung Stades bis zum Frühjahr 1676. Die Alliierten konnten sich erst am 28. April bzw. 8. Mai in Bremervörde über die Bedingungen einigen. So sollte der Angriff auf die letzte schwedische Besitzung mit 16.000 Mann zu Fuß und 4.000 Reitern erfolgen. Die eroberte Festung sollte im Anschluss gleichmäßig von Dänemark, Brandenburg, Braunschweig-Lüneburg und Münster besetzt werden. Anfang April traf der lüneburgische Generalleutnant Chauvet Maßnahmen, die Stadt zu blockieren. In der Folge kam es zu fast täglichen Scharmützeln und schwedischen Ausfällen mit wechselhaftem Ausgang. Gleichzeitig begannen die Belagerer Feldschanzen zu errichten.
Stade hatte durch seine Lage an der Mündung der Schwinge, einem Nebenfluss der Elbe, Zugang zum Meer. Zu den schwedischen Befestigungsanlagen gehörte auch eine Schanze, die die Schwingemündung kontrollierte. Unter ihrem Schutz konnten im Verlaufe der Belagerung einige schwedische Proviantschiffe die Stadt erreichen und dringend benötigten Nachschub liefern. Um den Zugang zu Stade auch vom Meer her zu unterbinden und damit eine wirkungsvollere Belagerung zu ermöglichen, beschlossen die Alliierten, diese Schwingerschanze zu erobern. Dazu forderten sie Artillerie von Glückstadt an; außerdem liefen zwei lüneburgische Schiffe mit je 18 Geschützen in die Mündung der Schwinge ein. Alle schwedischen Ausfallversuche zur Unterbindung der Vorbereitungen wurden zurückgeschlagen. Die Alliierten rückten der Schanze immer näher und errichteten eine Batterie, die den dauerhaften Beschuss auf die schwedische Stellung aufnahm. Am 23. April unternahmen die Schweden einen erneuten Ausbruch mit 300 Reitern, wurden aber erneut nach anfänglichen Erfolgen, nach zeitgenössischen Angaben mit einem Verlust von 46 Mann, zurückgetrieben. Am 4. Juli waren die Alliierten mit ihren Schanzarbeiten fertig und beschossen die Schwingerschanze so heftig, dass die etwa 100 Mann starke Besatzung kapitulierte.

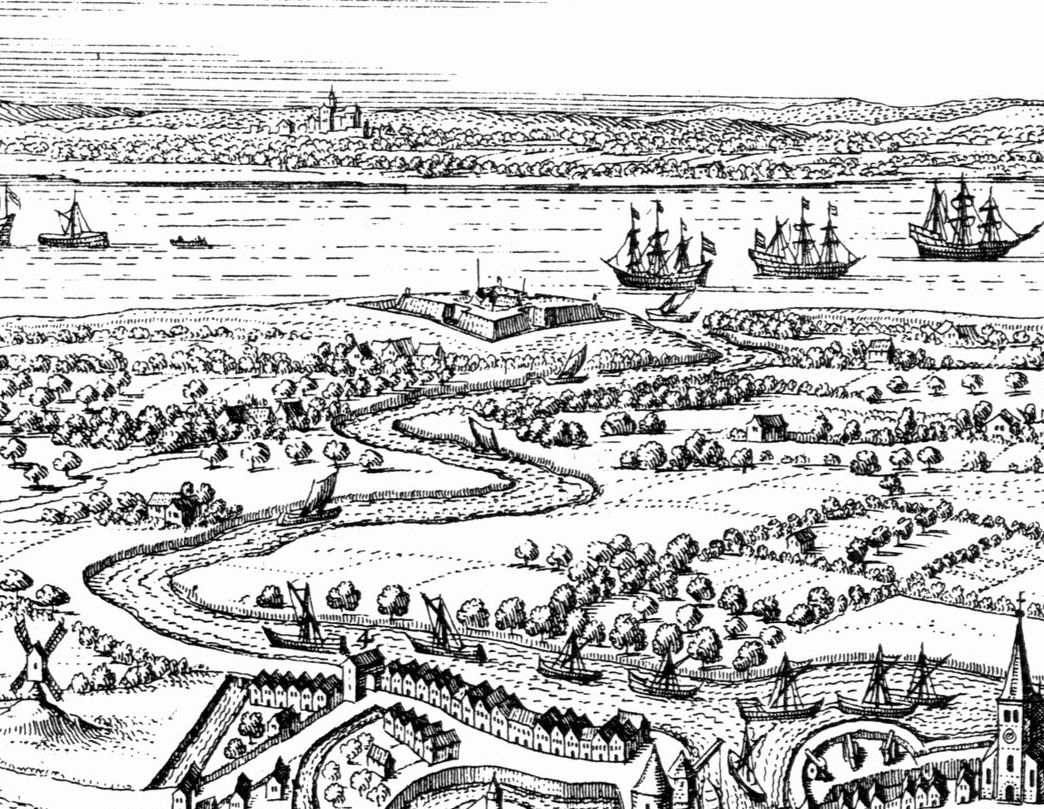
Abbildung der Schwingerschanze bei Stade

Mit diesem Verlust war eine Versorgung Stades von Seeseite her nicht mehr möglich. Als drei durch ungünstige Winde aufgehaltene schwedische Kriegsschiffe und sechs weitere mit Nachschub und Mannschaften beladene Transportschiffe die Schwingemündung erreichten, wurden sie von an den Ufern der Schwingemündung postierten alliierten Geschützbatterien unter Beschuss genommen. Die schwedische Flotte musste sich von Stade zurückziehen und nach einigen Überfällen im Umland die Elbe verlassen.
Von allem Nachschub abgeschnitten verschlechterte sich die Lage in der Festung Stade erheblich. Durch den Ausbruch der Roten Ruhr verringerte sich die Stärke der Garnison auf rund 3.000 Soldaten. Mit der Verschlechterung der materiellen Lage sank die Stimmung unter den Belagerten. Zweimal kam es zu Revolten unter den schwedischen Soldaten, die nur unter Einsatz repressiver Maßnahmen eingedämmt werden konnten. Die Desertion der deutschen Söldner nahm nun in solchem Ausmaße zu, dass eine aktive Verteidigung durch Ausfälle nicht mehr möglich war.
Im Juni waren die Schanzarbeiten auf alliierter Seite so weit fortgeschritten, dass die Stadtgräben erreicht wurden. Ein Beschuss der Stadt fand nicht statt, da man die Stadt auszuhungern und nicht zu stürmen beabsichtigte, um die eigenen Kräfte zu schonen. Die Gegenmaßnahmen der schwedischen Besatzung bestanden darin, das Umland durch Öffnen der von ihnen kontrollierten Schleusen unter Wasser zu setzen. Jedoch gelang es den Belagerern, das Wasser über zwei Kanäle in die Elbe abzuleiten.
Als die Versorgungslage in der Stadt immer kritischer wurde, zwangen die Stader Bürgerschaft und die Garnison Generalgouverneur Horn zum Verhandeln mit den Belagerern. Die Verhandlungen begannen am 13./23. Juli. Sie verzögerten sich jedoch auf Drängen der Stadtbürger, die trotz härterer Bedingungen der Besatzung durch protestantische lüneburgische Truppen vor der durch katholischen Münsterische den Vorzug gaben. Im Ergebnis der Verhandlungen zur Übergabe sollte die Stadt von neun lüneburgischen Kompanien unter General Chauvet besetzt werden. Die deutschen Söldner mussten den schwedischen Dienst aufkündigen. Am frühen Morgen des 13. August 1676 zog Feldmarschall Horn mit zehn Kanonen und 800 Schweden ab. Die 1400 deutschen Söldner wurden entweder untergesteckt oder entlassen. Damit war der letzte schwedische Stützpunkt in Bremen-Verden in alliierter Hand.

## Folgen
Nach der Eroberung Stades wurden 3.000 Mann der lüneburgischen Truppen unter Kommando von Generalmajor von Ende nach Schwedisch-Pommern zur Unterstützung der dortigen brandenburgischen Truppen geschickt. Der Rest ging mit einigen münsterschen Truppen bis Ende September für den Kampf gegen die Franzosen nach Wetzlar an der Lahn.
Während der Besatzungszeit führte der Fürstbischof von Galen eine Rekatholisierung in dem von ihm kontrollierten Bereich durch. So wurde an vielen Orten der katholische Gottesdienst wiedereingeführt. Bis zum Ende des Krieges blieb Bremen-Verden in alliiertem Besitz. Dänemark beließ 3.000 Mann an Besatzungstruppen im Herzogtum Bremen.
Die Teilungspläne zerschlugen sich, als Lüneburg-Celle den Friedensvertrag von Celle mit Schweden schloss. Lüneburg verpflichtete sich darin, nach Abschluss des allgemeinen Friedensvertrages alle besetzten Gebiete zu räumen. Nachdem französische Truppen in Westfalen eingefallen waren, musste der neue Fürstbischof von Münster, Ferdinand von Fürstenberg im Frieden zu Nimwegen am 29. März 1679 seine Eroberungen an Schweden zurückgegeben. Das Hochstift Münster durfte nur die Herrschaft Wildeshausen als Pfand bis zur Zahlung einer Kriegsentschädigung von 100.000 Reichstalern durch Schweden behalten. Diese Zahlung erfolgte erst 1699. Frankreich versprach dem Bischof von Münster sich für die Erhaltung der neu geschaffenen katholischen Einrichtungen im Herzogtum Bremen und im Fürstentum Verden einzusetzen.
Verden, Langwedel und Rotenburg wurde am 14. Januar 1680, Bremervörde am 15., Ottersberg und Carlsburg am 17., von den münsterischen Truppen geräumt. Die Räumung der Stadt Stade von den lüneburgischen Truppen verzögerte sich bis zum 10. März 1680.